# アンナ・デ・メディチ (1616-1676)

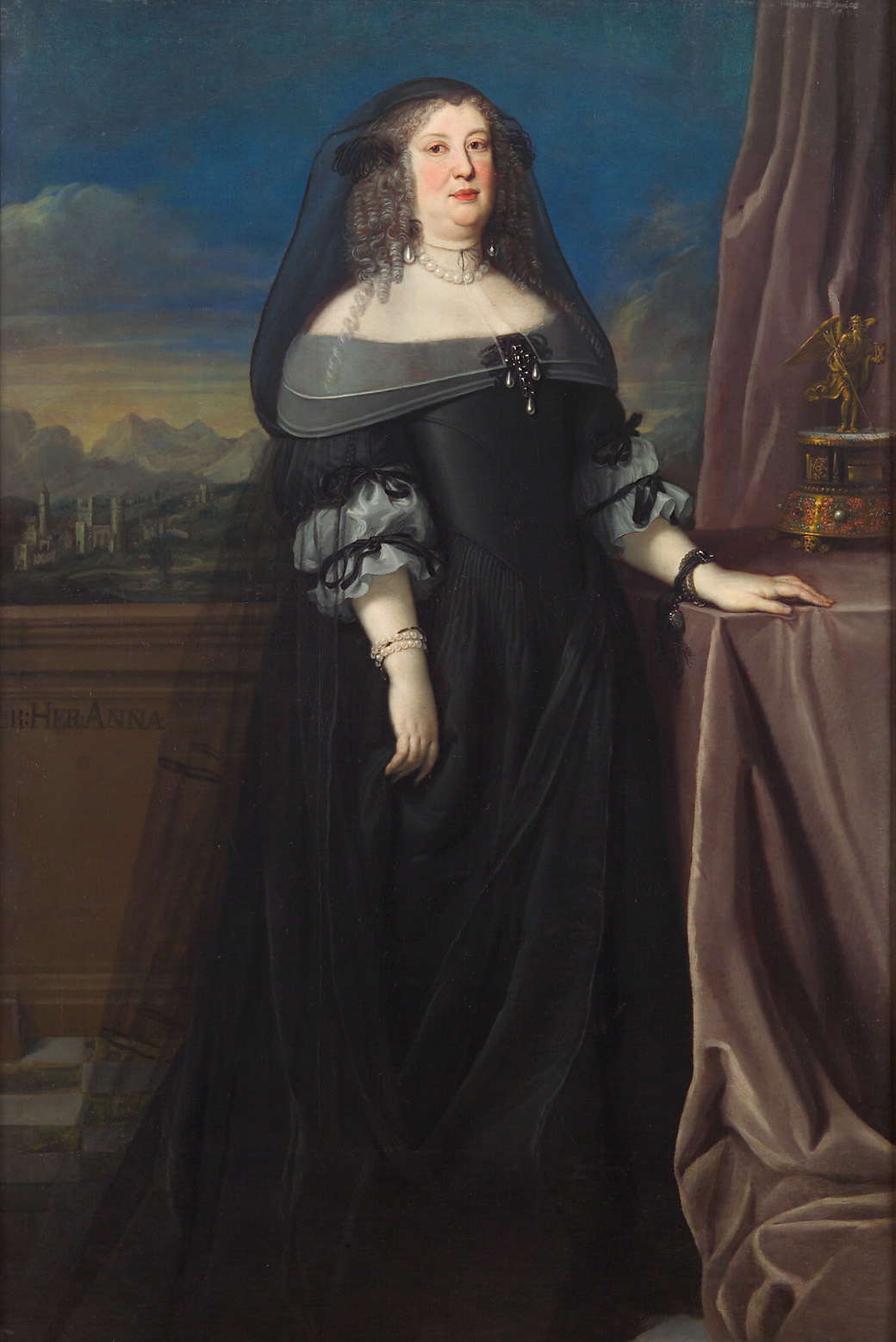
アンナ大公妃、ジョヴァンニ・マリーア・モランディ画、1666年頃

アンナ・デ・メディチ（Anna de' Medici, 1616年7月21日 - 1676年9月11日）は、メディチ家のトスカーナ大公コジモ2世の娘で、オーストリア大公フェルディナント・カールの妻。

## 生涯
コジモ2世とその妻でオーストリア大公カール2世の娘であるマリア・マグダレーナの間の第7子、三女として生まれた。オルレアン公ガストンとの縁談が不成立に終わった後、父方・母方双方で従姉弟同士にあたるフェルディナント・カール大公と婚約し、1646年6月10日にインスブルックにおいて結婚式を挙げた。アンナはこのとき既に30歳で、18歳のフェルディナントよりも12歳年上だった。同年、姑で伯母のクラウディア大公妃が引退したのに伴い、夫のフェルディナントが前方オーストリアとチロルの州侯として親政を開始した。大公夫妻は田舎じみたインスブルック宮廷よりもアンナの実家のフィレンツェ宮廷の華美な暮らしを好み、フィレンツェに滞在することの方が多かった。
アンナは芸術家への支援にも熱心で、作曲家ピエトロ・アントニオ・ジラーモ（Pietro Antonio Giramo）が独唱歌「Hospedale degli Infermi d'amore」（17世紀中葉）をアンナに献呈したほか、バルバラ・ストロッツィも「Sacri Musicali Affetti, Op.5」（1655年）をアンナに献呈している。
1662年に夫と死別すると、息子がなかったため義弟のジギスムント・フランツがチロル州侯を継ぐが、義弟は3年後に独身のまま死去した。男子相続人がいないためハプスブルク家本家である皇帝家がチロルを回収することになったが、アンナは自身と娘のために領主権の保持を主張した。この係争は1673年、アンナの娘クラウディア・フェリーツィタスが本家の神聖ローマ皇帝レオポルト1世と結婚したことで、一応の和解に至った。アンナは1676年、娘のクラウディア皇后を亡くして半年後に60歳で死去した。

## 子女
夫フェルディナントとの間に3人の娘をもうけた。
- クラウディア・フェリーツィタス（1653年 - 1676年） - 1673年、神聖ローマ皇帝レオポルト1世と結婚
- 次女（名前不明、1654年）
- マリア・マグダレーナ（1656年 - 1669年）